# La serva padrona
Służąca panią (wł. La serva padrona) – intermezzo Giovanniego Battisty Pergolesiego w dwóch aktach. Libretto napisał Gennaro Federico.

## Osoby
- Uberto, starzec – bas
- Serpina, jego pokojówka – sopran
- Vespone, jego sługa – rola niema

## Numery muzyczne
Akt 1
- Aria: Aspettare e non venire (Uberto)
- Recytatyw: Quest'è per me disgrazia (Uberto, Serpina)
- Aria: Sempre in contrasti (Uberto)
- Recytatyw: In somma delle somme (Serpina, Uberto)
- Aria: Stizzoso, mio stizzoso (Serpina)
- Recytatyw: Benissimo. Hai tu inteso? (Uberto, Serpina)
- Duet: Lo conosco a quegli occhietti (Serpina, Uberto)

Akt 2
- Recytatyw: Or che fatto ti sei (Serpina, Uberto)
- Aria: A Serpina penserete (Serpina)
- Recytatyw: Ah! quanto mi sa male (Uberto, Serpina)
- Aria: Son imbrogliato io già (Uberto)
- Recytatyw: Favorisca, signor, passi (Serpina, Uberto)
- Finał (†): Contento tu sarai (Serpina, Uberto)

(†Później zwyczajem stało się zastępowanie tego duetu innym: Per te ho io nel core. Kompozytor napisał go dwa lata później, w 1735 roku, w swojej commedia per musica., Il Flaminio.)